# Bitly
Bitly는 URL 단축 서비스를 제공하는 링크 관리 플랫폼이다. 또, Bitly 주식회사는 2008년에 설립되었다. 또한 Bitly는 뉴욕에 위치한 사기업이다. Bitly는 매달 약 6억개의 URL을 단축하며, 그 URL들은 주로 SNS, SMS, 이메일 등에 사용된다. Bitly는 단축된 URL의 집계 데이터에 대한 액세스 비용을 청구하여 수익을 창출한다.
2017년에 Spectrum Equity는 Bitly를 6400만 달러에 인수했다.
2018년 8월에 Bitly에서 단축된 URL은 375억개를 돌파했다.

## 제품
BItly URL 단축 서비스는 2009년 5월 6일 웹사이트에서 기본 URL 단축 서비스가 되면서 트위터에서 인기를 끌었다. 이후 트위터의 URL 단축 서비스는 자체 t.co로 변경되었다.
Bitly는 자세한 링크 클릭 분석, 링크 브랜딩, 캠페인 추적 등의 기능을 사용할 수 있는 Bitly Enterprise라는 플랜을 제공한다. 기업은 기업 자체의 커스텀 도메인을 사용해서 URL을 단축할 수 있다. 예를 들어, 뉴욕 타임즈는 nyti.ms, 펩시는 pep.si, 구글은 goo.gle 도메인을 사용한다. 이를 통해 회사는 트위터와 같은 서비스로 자사 브랜드 인지도를 높일 수 있지만 Bitly 엔진을 사용하여 단축 URL을 생성하고 마케팅 지표를 추적하는 것이 가능하다. Bitly Enterprise는 또한 고급 분석 기능을 가지고 있으며 Bitly 데이터를 사용하여 회사 및 브랜드에 고급 소셜 분석 도구를 제공한다.

## 기술
Bitly의 링크는 HTTP 301을 사용해 링크를 리다이렉션한다. 생성된 링크는 영구적으로 유지되며 수정 및 삭제할 수 없다. URL은 bit.ly 도메인 또는 자신의 도메인을 사용할 수 있다.

### 단축된 URL 미리보기
Bitly에서 단축된 URL은 뒤에 + 기호를 붙여 미리보기할 수 있다: https://bit.ly/x+. 예를 들어 https://bit.ly/2MBojqk URL을 미리보기하려면 https://bit.ly/2MBojqk+ 와 같이 사용하면 된다.
이 기능을 통해 사용자는 악성 링크 여부를 판단할 수 있다.

## 대체 도메인
.ly는 리비아의 국가 코드 최상위 도메인이다. 2011년 Bitly는 bit.ly 도메인을 Bitly.com으로 리다이렉션하도록 했다.
.ly 최상위 도메인은 리비아 정부에 의해 관리되며, 이전에 .ly 도메인을 사용하던 웹사이트에서 도메인을 압류당한 적이 있다.
단축된 URL은 다음과 같은 도메인으로도 접속할 수 있다:
- bitly.com
- j.mp (Bitly 소유 도메인, 북마리아나 제도의 최상위 도메인)
- DNS 레코드를 Bitly의 서버로 설정한 커스텀 도메인

## 같이 보기
- Google URL Shortener
- TinyURL
- URL 리다이렉션